# Fritz Bokelmann
Fritz Bokelmann (* 8. Januar 1940 in Bremen) ist ein deutscher Bankmanager. Er war Verbands- und Verwaltungsratsvorsitzender des Bundesverbands der Deutschen Volksbanken und Raiffeisenbanken (BVR).

## Leben
Fritz Bokelmann verbrachte seine frühe Kindheit in seinem Geburtsort Bremen. 1946 zog die Familie ins Bremer Umland, in das Dorf Heißenbüttel (inzwischen ein Ortsteil von Hambergen). Er absolvierte anschließend eine Banklehre in Bremen und leistete dann seinen Grundwehrdienst.
Danach war er mehrere Jahre bei der Spar- und Darlehnskasse Hellingst als Geschäftsführer tätig. 1967 wechselte er in den Vorstand der Spar- und Leihkasse Osterholz-Scharmbeck, aus der später die Volksbank Osterholz-Scharmbeck hervorging. 1972 wurde Bokelmann Vorstandsvorsitzender und leitete die Osterholz-Scharmbecker Volksbank bis Ende 2007, als er in den Ruhestand ging. Er war zudem von 2002 bis Ende 2006 Vorstandsvorsitzender des Verbandsrates des damaligen Genossenschaftsverbands Norddeutschland e. V., dessen Sitz in Hannover war bzw. ist und der später im Genoverband e.V. aufging.
Darüber hinaus engagierte Bokelmann sich beim Bankenverband der deutschen Volksbanken, dem Bundesverband der Deutschen Volksbanken und Raiffeisenbanken (BVR). 1990 wurde er ordentliches Verbandsratsmitglied des BVR, 1999 Mitglied des Verwaltungsrats. 2002 wurde er mit Wirkung zum 1. Januar 2003 als Nachfolger von Rainer Märklin zum Vorsitzenden des BVR-Verbandrats gewählt, zugleich wurde er satzungsgemäß Vorsitzender des Verwaltungsrats des BVR. In dieser Funktion war Bokelmann unter anderem maßgeblich beteiligt an der Gründung der Berufsakademie für Bankwirtschaft in Hannover sowie des Bank-Collegs, einer Fördereinrichtung der Genossenschaftsbanken für junge Bankkaufleute. Außerdem gehörte er als stellvertretender Vorsitzender dem Verwaltungsrat der Akademie Deutscher Genossenschaften (ADG) in Montabaur an. Bokelmann war bis Ende 2007 Vorsitzender des Verbands- und Verwaltungsrats des BVR, sein Nachfolger wurde Carsten Graaf.
Nebenher war Bokelmann in seiner Heimatregion Vorsitzender des Sanierungsbeirats von Osterholz-Scharmbeck sowie Mitgründer und stellvertretender Aufsichtsratsvorsitzender der Städtischen Entwicklungsgesellschaft (STEG), die für die Stadtentwicklung der Kreisstadt eingerichtet wurde und die unter anderem unter seiner maßgeblichen Mitwirkung zum Verbleib des örtlichen Fahrzeugbauunternehmens FAUN Umwelttechnik durch Betriebsverlagerung aus der Kernstadt in die zu Osterholz-Scharmbeck gehörende Ortschaft Heilshorn entscheidend beitrug. Außerdem engagierte und engagiert er sich ehrenamtlich vor allem im sozialen Bereich, wie unter anderem beim von ihm im Jahr 1980 mitgegründeten Diakonieverein Seniorenzentrum Osterholz-Scharmbeck e. V. sowie als Mitglied im Kuratorium des Diakonischen Werkes. Bokelmann ist Vorstandsvorsitzender der 1996 gegründeten „Inge-Küster-Stiftung“ in Osterholz-Scharmbeck, die den weiblichen Jugendsport fördert. Außerdem erfüllt die „Inge-Küster-Stiftung“ das unternehmerische Vermächtnis von Inge Küster, der 2011 verstorbenen Unternehmerin und Inhaberin des Einrichtungshauses Möbel Meyerhoff in Osterholz-Scharmbeck. Die Stiftung fördert insbesondere die Weiterentwicklung und den Fortbestand des Unternehmens, das mittlerweile über weitere Standorte in Bremen, Bremerhaven, Bremervörde und Stuhr verfügt und insgesamt rund 250 Mitarbeiter beschäftigt.
Fritz Bokelmann ist verwitwet. Er war verheiratet mit seiner am 12. Januar 2024 nach langer, schwerer Krankheit verstorbenen Frau Helga Bokelmann und lebt in Hellingst in der Samtgemeinde Hambergen. Das Paar hat zwei Kinder.

## Publikationen (Auswahl)
- Förderer der Selbsthilfe – Das Modell der Genossenschaftsbanken. In: Schwäbisch Hall-Stiftung (Hrsg.); Michael Stürmer, Roland Vogelmann (Bearb.): Kultur des Eigentums. Springer, Berlin 2006, ISBN 3-540-33951-5; S. 17–24 (Bibliothek des Eigentums, Bd. 3; online bei Google Bücher).

## Ehrungen
- 2000: Niedersächsischer Verdienstorden
- 2006: Verdienstkreuz am Bande des Verdienstordens der Bundesrepublik Deutschland[5]
- 2011: Ernennung zum Ehrenbürger der Stadt Osterholz-Scharmbeck[1]